# František Sušil
František Sušil, de vegades conegut amb la forma germanitzada de Franz Susil (Neuraussnitz, prop d'Austerlitz, 1804 - Bistritz am Hostein, (Moràvia) 1 de juny de 1868) fou un teòleg i poeta moravià.
Susil va ser un dels teòlegs més prominents i poetes de Moràvia. El 1827 va rebre les ordres sagrades, i en 1837 va ser professor de teologia a Brno. A més d'una sèrie d'obres líriques i didàctiques, paràfrasis de cants religiosos, traduccions d'autors clàssic i estudis folklòrics, se li deu una monumental col·lecció de Cants nacionals de Moràvia, amb melodies intercalades (1858-60), que conté més de 1.000 peces i un valuós material etnogràfic i folklòric.
A més se li deu una traducció del Nou Testament (1864-71), basada en les investigacions de la bibliologia moderna. El 1849 fundà en periòdic catòlic Hlas (La Veu) i el 1848 una societat per la publicació dels seus llibres religiosos en idioma txec.
També col·labora amb els seus poemes en diverses obres del músic  Förchtgott.